# Бирон, Елена Васильевна
Княгиня Елена Васильевна Бирон (Helene Prinzessin Biron von Curland), урождённая княжна Мещерская (2 (14) декабря 1819 — 24 сентября (7 октября) 1905) — фрейлина двора (5 декабря 1837); жена князя Каликста Бирона; кавалерственная дама Ордена королевы Луизы и баварского Ордена Терезы (1851); гофмейстерина двора при императрице Августе (1882). Хозяйка известного великосветского салона эпохи императора Вильгельма I.

## Биография
Единственная дочь князя Василия Ивановича Мещерского (1791—1871) от брака его с баронессой Шарлоттой Борисовной Фитингоф (1796—1841). По отцу была внучатой племянницей обер-прокурора П. С. Мещерского; по матери — внучкой  ботаника Б. И. Фитингофа. Родилась в Петербурге, крещена 22 января 1820 года в Сергиевском соборе при восприемстве деда барона Фитингофа и княгини А. С. Голицыной. Детские годы провела в родительском имении в Ошейкино, куда многочисленная семья Мещерских переехала после отставки отца.
Получила домашнее воспитание под руководством гувернантки м-ль Ле-Руа. Изучала французский, немецкий, английский и древние языки и, по словам брата, была резвой девочкой и любила играть в мужские игры. В 1837 году совершила с родителями своё первое заграничное путешествие, посетив Германию, Францию и Англию. В Лондоне во время празднования коронации королевы Виктории у Мещерских часто проводил вечера цесаревич Александр Николаевич. По возвращении жила с родителями в Москве в их новом доме на Страстном бульваре. Вскоре была представлена ко двору и пожалована фрейлиной. 
Принадлежа по рождению к самому высшему московскому обществу, княжна Мещерская пользовалась большим успехом в свете, привлекая окружающих своей удивительной миловидностью. «Сколько ума и души в этих проницательных глазках», — восторгался А. И. Тургенев. «Она объединяет в себе все возможные для женщины совершенства, любя её становишься лучше», — писала её тетка. В 1839 году к Мещерской безуспешно сватался князь П. В. Долгоруков, ею были увлечены граф А. К. Толстой и А. Н. Карамзин, ей посвящал стихи молодой поэт Я. П. Полонский и был безнадежно влюблен его друг Н. М. Орлов. Но проводившая много времени за чтением английских и немецких романом и привыкшая к восхищению княжна не находила достойным ни одного из молодых людей. К тому же после смерти матери она стала вести довольно странный образ жизни.  В окружении  приживалок она много мечтала, почти ничего не ела, а иногда, в ожидание восхода солнца, проводила все ночь перед открытым окном. 

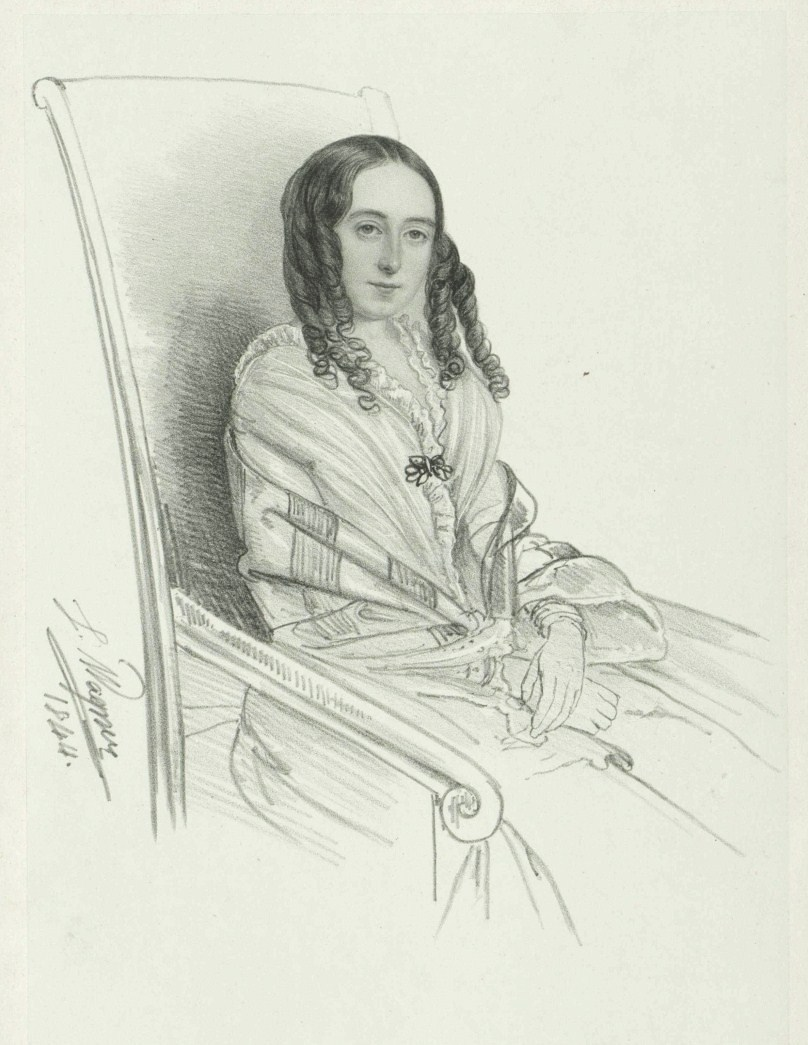
Елена Мещерская (1844)

Опасаясь за здоровье дочери, князь Мещерский решил отправить её за границу. Весной 1843 года в сопровождение брата Бориса и его молодой жены княжна Елена выехала в Баден. Проведя там лето, Мещерские отправились в Италию, а оттуда во Францию. В Париже княжна встретилась со своим отцом и была увезена им на зиму в Лондон. Весной 1844 года они снова вернулись в Париж. По словам  А. И. Тургенева, «в тихом кругу Лувесьенского сада и в большом обществе княжна Мещерская всем очень нравилась, даже Александра Смирнова ею восхищалась. Парижские салоны и балы не мешали ей слушать проповедников и Мицкевича, который сильно восставал против иезуитов». Правда радость Елены Мещерской была недолгой, в июне 1844 года она вернулась в Москву, где вновь заскучала. 
Размышляя о её будущем, родные вспомнили о князе Каликсте Густаве Бироне (1817—1882),   полковнике прусской службы, за которого усердно хлопотала его сестра Антуанетта Лазарева. Для наведения справок они написали Л. Е. Лазареву и пригласили князя Каликста в Лотошино. Добрый и веселый князь Бирон очаровал всех. Единственное, что у него не получалось, это поддерживать беседу с Мещерской на её любимые темы, о поэзии и музыке. Одно время он даже хотел уехать, но был вовремя остановлен родственниками, которые объяснили ему, что он просто не правильно истолковал чувства княжны к себе. Вскоре, благодаря стараниям мадам Лазаревой была объявлена помолвка и на 8 июля 1845 года назначена свадьба. Но из-за оформления бумаг и разрешений ее пришлось отложить на месяц. Свадьба состоялась 6 августа 1845 года в Москве. В обществе этот брак многие восприняли неоднозначно, так удивленный К. С. Аксаков писал Гоголю:

Мещерская, которая так высоко стояла в моем мнении, которую часто называл я, указывая на русских душою девушек, поступила презрительно, вышла замуж за немца, сверх того — за Бирона, и навсегда оставила Россию.

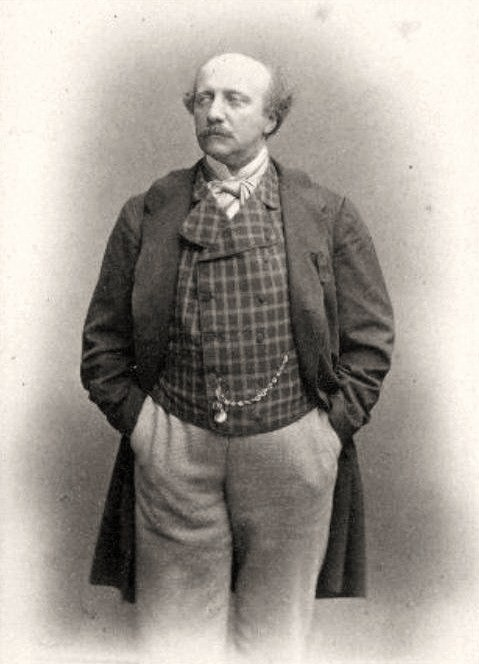
Князь Каликст Бирон

После замужества  Елена Бирон в основном проживала в Берлине, посещая иногда и другие европейские столицы. В 1848 году её судьба кардинально изменилась. Князь Каликст унаследовал от своего старшего брата, умершего во время эпидемии тифа в Верхней Силезии, большое состояние и замок в Вартенберге, ставший их летней резиденцией. По словам современницы, княгиня Елена Бирон по внешности была типичной великосветской дамой. Величественные манеры, умение грациозно кланяться и сделать придворный реверанс, необычайный такт, необыкновенное знание светских приличий, королевская осанка и замечательная приветливость, — все это делало из неё видную фигуру при берлинском дворе.
В течение долгих лет в своей роскошной квартире на Унтер-ден-Линден 71 княгиня Бирон держала аристократический салон, попасть в который считалось почетным отличием. У княгини собиралось избранное придворное общество и члены русского посольства. Здесь можно было веселиться спокойно, не опасаясь злословия и сплетней. У неё часто бывала г-жа Надежда Радовиц, урожденная Озерова, муж которой был посланником в Мадриде, и фрейлина императрицы графиня Луиза фон Ориола (1824—1899). Была она в большой дружбе и с великой княгиней Александрой Иосифовной и часто с нею видалась.  Император Вильгельм I очень любил княгиню Бирон. Она же искренне его обожала и страшно была поражена, когда 2 июня 1878 года Карл Нобилинг покушался на его жизнь. Но императрица Августа относилась к ней не так симпатично и находила, что княгиня Бирон слишком свободна в обращении и в разговоре. Но, тем не менее, ценя высоко заслуги князя Каликста, императрица часто посещала их интимные вечера.

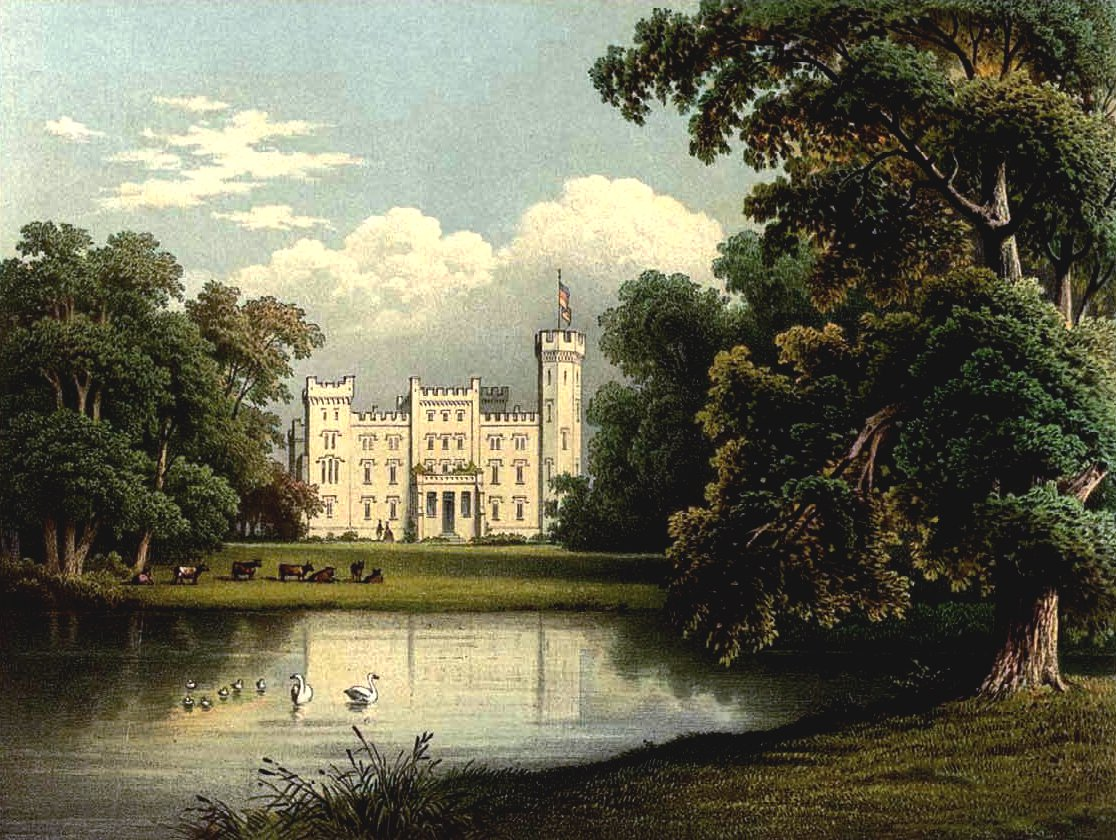
Замок Биронов в Вартенберге

В своей резиденции в Сыцуве княгиня Бирон активно занималась благотворительностью. По её инициативе были открыты протестантский детский приют и евангелический дом престарелых, она финансировала образование студентов из малоимущих семей в местной семинарии и организовывала бесплатные обеды для бедных. Там супруги в течение семи лет (1853 по 1860) построили новый неоготический замок и разбили парк в английском стиле эпохи Тюдоров, на что потребовались огромные средства. Еще раньше князь Каликст понес огромные убытки на дорогостоящем мероприятии, строительстве железной дороги от Вроцлава до Варшавы, где он был единственным акционером. Другая его страсть, коневодство, также оказалась убыточной. В результате он был вынужден объявить о своем банкротстве. Финансовое положение Биронов было до такой степени плачевно, что они не могли позволить себе жить в Сыцуве и одно время проживали в Египте, где жизнь была намного дешевле. 
После смерти в 1882 году князя Каликста остались огромные долги, чтобы поддержать его вдову императрица Августа назначила её своей гофмейстериной, а император Вильгельм I покрыл часть обязательств, в благодарность за то, что в 1796 году герцог Пётр Бирон оплатил все прусские расходы свадьбы принцессы Луизы Фридерики с князем Радзивиллом. По своему общественному положению и уму, княгиня Елена Бирон была одной из самых уважаемых престарелых дам берлинского двора. В 1900 году, в день её 80-летия, император Вильгельм II лично посетил её берлинскую квартиру с поздравлениями и преподнес ей корзину цветов. До конца своей жизни, она оставалась верна православию и принимала участие почти во всех богослужениях, на которых появлялась  всегда одетой элегантно и скромно. 

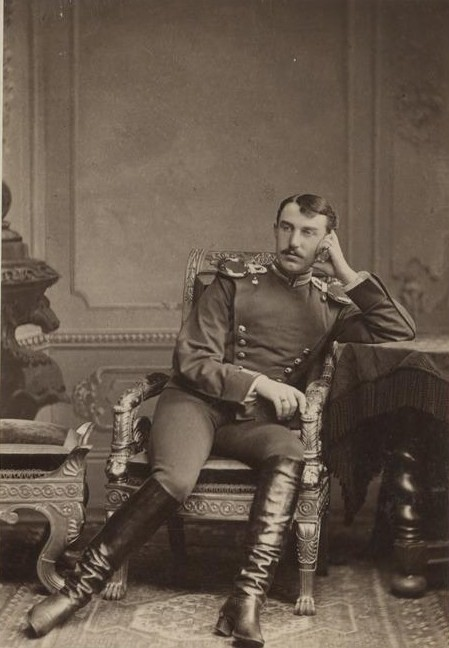
Густав Бирон, сын

Скончалась княгиня Бирон 24 сентября 1905 года в Сыцуве от пневмонии и её похороны стали общественным событием. Для отпевания из русского посольства в Берлине были приглашены два священника и группа певцов (три сопрано, тенор и бас). Гроб с телом княгини был торжественно положен рядом с её мужем в семейном мавзолее в парке, где находился до 19 января 1945 года. Пока их невестка Франсуаза Бирон в целях безопасности не перезахоронила их останки в католической церкви Св. Петра и Павла, где они покоятся по сей день. 
Долгое время Бироны не имели детей, пока в Дрездене не родился их единственный сын Густав (1859—1941), ставший «их солнцем, счастьем и радостью всей жизни». После обучения в престижной гимназии в Берлине он был зачислен в 1879 году в гвардейский полк. Но внезапная смерть отца заставила его отказаться от военной карьеры и  всецело сосредоточиться на управление хозяйством. По отзыву графини М. Э. Клейнмихель, Густав Бирон был хорошо воспитан и отличался вежливостью, приветливостью и добротой. Его вторая жена Франсуаза была обаятельной личностью, отец её, маркиз Франсуа де Жанкур, был одним из благороднейших людей Франции, а мать, Виктория Луиза Штайнер, одна из замечательных женщин своего времени, чей парижский салон в течение 25 лет считался необычайно изысканным. В 1923 году Густав Бирон вместе с женой и тремя детьми перешёл в католичество. Их мужское потомство продолжается и в наши дни.